# 大泉学園町
大泉学園町（おおいずみがくえんちょう）は、東京都練馬区の町名。現行行政地名は大泉学園町一丁目から九丁目。総面積は、3.211km2。
行政地名としての大泉学園町に限らず、西武池袋線の大泉学園駅周辺一帯を指して大泉学園と称する場合もある。なお、大泉学園駅は、大泉学園町より南の練馬区東大泉に所在する。

## 地理
練馬区の北西部に位置する。街路樹や緑の公園の多い閑静な住宅街である。かつては東京商工リサーチの調べ（調査時点：2003年11月）で、成城、田園調布に次いで3番目に社長が多く住む町であったが、2014年の同調査においては上位20位から姿を消している。
北は埼玉県新座市新塚、埼玉県朝霞市岡、埼玉県和光市広沢、東は和光市南、練馬区大泉町、南は東大泉、西は西大泉、埼玉県新座市池田、栄に隣接する。
かつては雑木林などが生えているだけであったため、斜めに埼玉県との境界が走っている。そのため埼玉県の住宅と東京都との住宅が隣接している例としても取り上げられることが多い。
戦前戦中に陸軍予科士官学校のあった、大泉学園町九丁目と隣接する埼玉県和光市・朝霞市・新座市の一部は在日米軍の旧キャンプ・ドレイクであり、その返還後に一帯として国及び国立の諸機関を受け入れ、郊外の研修拠点として進展が著しい。

### 風致地区

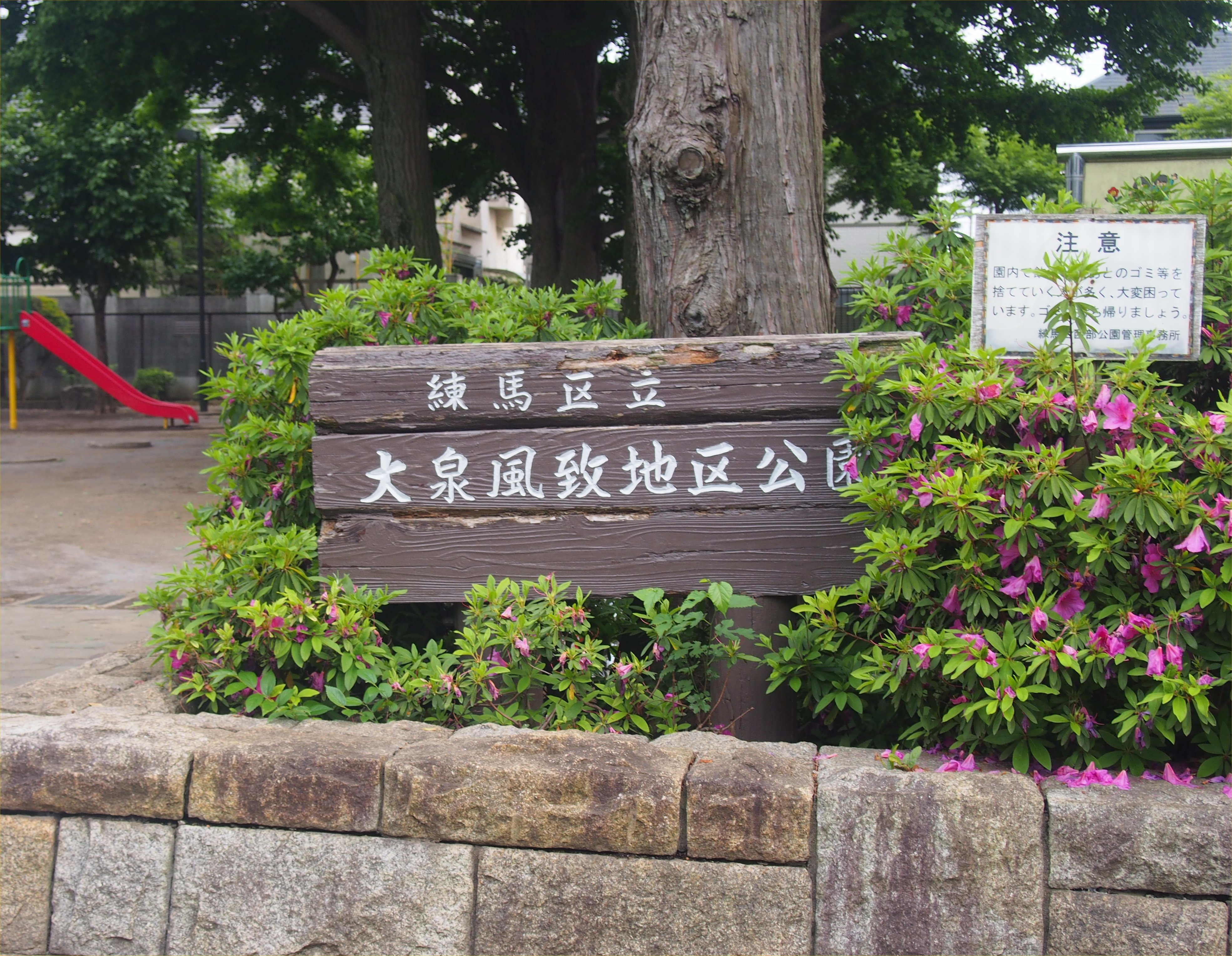
大泉風致地区公園

大泉学園町およびその周辺の地区のうち、大泉学園町六 - 八丁目および新座市栄三 - 五丁目に及ぶ地区が、上記の開発で風致地区として碁盤状に整備された住宅地である。風致地区の中央を南北に通る大泉学園通りには、「風致地区」交差点と西武バスの「大泉風致地区」バス停留所がある。

### 農地
昔の大泉地区は、練馬大根の生産が盛んで、辺り一面大根畑が広がっていたが、現在はキャベツやブロッコリーなどに移行しており、練馬大根の栽培をしている農家はわずかである。現在でも、練馬区内の経営耕地の約44%が大泉地区にある。
なお大泉学園通りには、上記「風致地区」交差点の北に「都民農園前」交差点と西武バスの「都民農園」バス停留所、そのさらに北の新座市側に西武バスの「都民農園セコニック」バス停留所がある。

### 地価
住宅地の地価は、2025年（令和7年）1月1日の公示地価によれば、大泉学園町2-26-21の地点で33万1000円/m2、大泉学園町5-3-14の地点で29万6000円/m2となっている。

## 歴史
武蔵野鉄道線（現在の西武池袋線）が開通した当初は、大泉には駅は設置されなかった。しかし、後に大泉学園駅（当初は東大泉駅）が設置され、大泉の街は急速に発展した。　→大泉村_(東京府)#歴史も参照。

### 学園都市として
大泉学園町は、関東大震災以降の郊外住宅地への旺盛な需要に応えて、箱根土地会社が開発した学園都市の一つであり、1924年（大正13年）から開発が始められた。
これは、大学等の高等教育機関を誘致し街づくりの核とし、学園都市として開発する計画であった。
核となる高等教育機関の誘致は失敗したものの一帯は引き続き高級分譲住宅地として開発され、その名残が大泉学園町という町名と碁盤の目に整理された区画に現れている。
よって、この近くに同名の学校は存在しないが、後に町名由来の東京都立大泉学園高等学校、練馬区立の大泉学園中学校、大泉学園小学校、大泉学園緑小学校、大泉桜学園（小中一貫校。大泉学園桜小学校、同中学校を統合）などが設けられている。

### 町名の成立
その昔、周辺には多くの泉が湧いており、小泉（おいずみ）と呼ばれていた。しかし、後の市町村登録の際、このままでは「こいずみ」と混同する恐れがあったため、「小」を「大」として「おおいずみ」で登録した。これにより、「大泉」が誕生した。その後、前出の学園都市構想により大泉学園町へと至る。住居表示実施以前は「丁目」のない「大泉学園町」であった。
旧・大泉学園町は、1980年1月1日、1981年8月1日および1982年12月1日の住居表示実施を経て、大泉学園町一 - 九丁目となった。この時、旧・北大泉町・東大泉町・南大泉町の各一部を編入した。また、旧・大泉学園町の一部は大泉町三丁目、西大泉三丁目へ編入された。

### 町名の変遷
| 実施後     | 実施年月日    | 実施前 |
| ---------- | ------------- | --- |
| 大泉學園町 | 1932年10月1日 | 大泉村大字小榑字前田・字西本村・字南荒屋敷・字荒屋敷・字北荒屋敷・字大田町・字立ノ山・字少納言久保・字少納言久保後・字御朱印前・字東本村・字西新田・字東新田・字西仲置・字東仲置・字栗林・字影山・字東笹久保・字西笹久保・字山守山・字西上・字檜並・字長久保前・字影山後・字東長久保・字北臺・字雨沼久保・字西長久保・字南雨沼久保・字西雨沼久保・字長沼・字久保原・字南長久保 |

| 実施後       | 実施年月日   | 実施前（特記なければその一部） |
| ------------ | ------------ | ------------------------------ |
| 大泉町三丁目 | 1980年1月1日 | 北大泉町、大泉学園町           |
| 西大泉三丁目 | 1981年8月1日 | 西大泉町、大泉学園町           |

| 実施後           | 実施年月日    | 実施前（特記なければその一部）         |
| ---------------- | ------------- | -------------------------------------- |
| 大泉学園町一丁目 | 1982年12月1日 | 大泉学園町、北大泉町、東大泉町（全域） |
| 大泉学園町二丁目 | 1982年12月1日 | 大泉学園町、西大泉町                   |
| 大泉学園町三丁目 | 1982年12月1日 | 大泉学園町、西大泉町                   |
| 大泉学園町四丁目 | 1982年12月1日 | 大泉学園町、北大泉町                   |
| 大泉学園町五丁目 | 1982年12月1日 | 大泉学園町、西大泉町                   |
| 大泉学園町六丁目 | 1982年12月1日 | 大泉学園町                             |
| 大泉学園町七丁目 | 1982年12月1日 | 大泉学園町                             |
| 大泉学園町八丁目 | 1982年12月1日 | 大泉学園町、北大泉町                   |
| 大泉学園町九丁目 | 1982年12月1日 | 大泉学園町、北大泉町                   |

## 世帯数と人口
2025年（令和7年）4月1日現在（練馬区発表）の世帯数と人口は以下の通りである。
| 丁目             | 世帯数     | 人口     |
| ---------------- | ---------- | -------- |
| 大泉学園町一丁目 | 1,449世帯  | 3,135人  |
| 大泉学園町二丁目 | 2,014世帯  | 3,952人  |
| 大泉学園町三丁目 | 1,382世帯  | 3,280人  |
| 大泉学園町四丁目 | 1,902世帯  | 4,171人  |
| 大泉学園町五丁目 | 2,178世帯  | 4,712人  |
| 大泉学園町六丁目 | 2,327世帯  | 5,086人  |
| 大泉学園町七丁目 | 2,340世帯  | 4,826人  |
| 大泉学園町八丁目 | 2,192世帯  | 4,587人  |
| 大泉学園町九丁目 | 64世帯     | 64人     |
| 計               | 15,848世帯 | 33,813人 |

### 人口の変遷
国勢調査による人口の推移。
| 年                 | 人口   |
| ------------------ | ------ |
| 1995年（平成7年）  | 30,476 |
| 2000年（平成12年） | 31,365 |
| 2005年（平成17年） | 33,095 |
| 2010年（平成22年） | 34,038 |
| 2015年（平成27年） | 34,284 |
| 2020年（令和2年）  | 34,158 |

### 世帯数の変遷
国勢調査による世帯数の推移。
| 年                 | 世帯数 |
| ------------------ | ------ |
| 1995年（平成7年）  | 10,896 |
| 2000年（平成12年） | 11,847 |
| 2005年（平成17年） | 12,753 |
| 2010年（平成22年） | 13,421 |
| 2015年（平成27年） | 13,761 |
| 2020年（令和2年）  | 14,342 |

## 学区
区立小・中学校に通う場合、学区は以下の通りとなる（2022年7月現在）。
| 丁目             | 番地              | 小学校                   | 中学校                   |
| ---------------- | ----------------- | ------------------------ | ------------------------ |
| 大泉学園町一丁目 | 3～34番           | 練馬区立大泉北小学校     | 練馬区立大泉北中学校     |
| 大泉学園町一丁目 | 1〜2番            | 練馬区立大泉小学校       | 練馬区立大泉中学校       |
| 大泉学園町二丁目 | １～13番 15～17番 | 練馬区立大泉小学校       | 練馬区立大泉中学校       |
| 大泉学園町二丁目 | 14番 18〜32番     | 練馬区立大泉第三小学校   | 練馬区立大泉西中学校     |
| 大泉学園町三丁目 | 全域              | 練馬区立大泉第三小学校   | 練馬区立大泉西中学校     |
| 大泉学園町四丁目 | 全域              | 練馬区立大泉学園小学校   | 練馬区立大泉学園中学校   |
| 大泉学園町五丁目 | 34～41番          | 練馬区立大泉西小学校     | 練馬区立大泉西中学校     |
| 大泉学園町五丁目 | 1〜33番           | 練馬区立大泉学園緑小学校 | 練馬区立大泉学園中学校   |
| 大泉学園町六丁目 | 1～11番           | 練馬区立大泉学園緑小学校 | 練馬区立大泉学園中学校   |
| 大泉学園町六丁目 | 12〜31番          | 練馬区立大泉学園緑小学校 | 練馬区立大泉学園桜中学校 |
| 大泉学園町七丁目 | 5～26番           | 練馬区立大泉学園桜小学校 | 練馬区立大泉学園桜中学校 |
| 大泉学園町七丁目 | 1〜4番            | 練馬区立大泉学園小学校   | 練馬区立大泉学園中学校   |
| 大泉学園町八丁目 | 1〜4番            | 練馬区立大泉学園小学校   | 練馬区立大泉学園中学校   |
| 大泉学園町八丁目 | 5〜36番           | 練馬区立大泉学園桜小学校 | 練馬区立大泉学園桜中学校 |
| 大泉学園町九丁目 | 全域              | 練馬区立大泉学園桜小学校 | 練馬区立大泉学園桜中学校 |

## 交通
街の目抜き通りである「大泉学園通り」が域内の南北を走り、沿道の桜並木は街のシンボルである。東西に関越自動車道が通るが、域内にインターチェンジはなく、隣町の大泉町に大泉ジャンクションと併設されている大泉インターチェンジが所在する。
町域内は鉄道が無く、町自体が最寄りの駅となる大泉学園駅から1km以上離れている鉄道空白地帯である。そのため、練馬区は都営地下鉄大江戸線の延伸の実現を目指しており、町域内にも新駅が建設される予定である。また、延伸区間の導入空間となる都市計画道路補助230号線が整備中である。
先述のとおり鉄道空白地帯であることや、域内に「長久保折返場」が位置すること等から、町域内は多数のバス便が走る。

### 鉄道
- 都営地下鉄大江戸線 （仮称）大泉学園町駅（予定）

### 道路
- 関越自動車道
- 大泉学園通り
  - 桜並木。大泉学園駅に通じる目抜き通り。
- 長久保通り
  - 「長久保」交差点から「都民農園前」交差点までの区間を東西に走る道路。旧長久保道（現在の別荘橋通り）とは異なる。

## 事業所
2021年（令和3年）現在の経済センサス調査による事業所数と従業員数は以下の通りである。
| 丁目             | 事業所数  | 従業員数 |
| ---------------- | --------- | -------- |
| 大泉学園町一丁目 | 70事業所  | 556人    |
| 大泉学園町二丁目 | 96事業所  | 875人    |
| 大泉学園町三丁目 | 57事業所  | 579人    |
| 大泉学園町四丁目 | 115事業所 | 918人    |
| 大泉学園町五丁目 | 124事業所 | 966人    |
| 大泉学園町六丁目 | 147事業所 | 1,293人  |
| 大泉学園町七丁目 | 167事業所 | 1,928人  |
| 大泉学園町八丁目 | 123事業所 | 1,065人  |
| 大泉学園町九丁目 | 17事業所  | 5,594人  |
| 計               | 916事業所 | 13,774人 |

### 事業者数の変遷
経済センサスによる事業所数の推移。
| 年                 | 事業者数 |
| ------------------ | -------- |
| 2016年（平成28年） | 890      |
| 2021年（令和3年）  | 916      |

### 従業員数の変遷
経済センサスによる従業員数の推移。
| 年                 | 従業員数 |
| ------------------ | -------- |
| 2016年（平成28年） | 7,164    |
| 2021年（令和3年）  | 13,774   |

## 施設
公共
- 練馬区立大泉図書館
- 東京都立大泉中央公園

商業
- 大泉郵便局

社寺
- 長久保氷川神社
- 日蓮宗善行院
- 實成寺 - 日蓮宗
- 誓願寺・大泉 - 無宗派

保育
- 大泉学園保育園
- 私立大泉文華幼稚園
- 私立大泉小鳩幼稚園（認定こども園）
- 私立大泉学園幼稚園
- 私立大泉双葉幼稚園（閉園）

教育
- 練馬区立大泉第三小学校
- 練馬区立大泉学園小学校
- 練馬区立大泉学園緑小学校
- 練馬区立大泉学園中学校
- 練馬区立小中一貫教育校 大泉桜学園
- 東京都立大泉特別支援学校 小学部・中学部・高等部

## その他

### 日本郵便
- 郵便番号 : 178-0061[3]（集配局 : 大泉郵便局[25]）。